# Timber (핏불의 노래)
"Timber"는 미국의 래퍼 핏불의 노래로, 가수 케샤가 피처링으로 참여했다. 노래는 2013년 10월 7일 핏불의 두 번째 EP 음반 Meltdown의 리드 싱글로서 발매되었다. 노래의 프로듀서는 닥터 루크, 써커트, Sermstyle이며, Nick Seeley이 추가 프로듀서로 참여했다.

## 배경
2013년 12월 인터뷰에서 핏불은 "Timber"의 피처링은 원래 리한나가 맡아줬으면 했던 걸로 밝혀졌다. 그러나 리한나가 샤키라의 곧 나올 앨범 리드 싱글 피처링 가수로 결정되면서 시간이 없었기 때문에 취소되었다. 이후 핏불은 케샤에게 피처링을 해달라고 말하면서 결정되었다.

## 라이브 공연
2013년 11월 24일 핏불과 케샤는 2013 아메리칸 뮤직 어워드에서 처음으로 선보였다. 이후 케샤와 함께 《굿 모닝 아메리카》, 《레이트 쇼 위드 데이비드 레터맨》, 《더 엑스 팩터》 시즌 3 마지막 라운드에서 공연을 했다. 또 핏불 혼자서 2014년 마이애미의 Dick Clark's New Years Eve에서 공연을 했다.

## 트랙 리스트
- 디지털 다운로드[2]

1. "Timber" – 3:24

- CD 싱글[3]

1. "Timber" (featuring 케샤) – 3:24
2. "Outta Nowhere" (featuring Danny Mercer) – 3:26

## 차트 및 인증
| 차트 (2013-14)                      | 최고 순위 |
| ----------------------------------- | --------- |
| 오스트레일리아 (ARIA)               | 4         |
| 오스트리아 (Ö3 오스트리아 탑 40)    | 1         |
| 벨기에 (울트라탑 50 플랑드르)       | 4         |
| 벨기에 (울트라탑 플랑드르 댄스)     | 3         |
| 벨기에 (울트라탑 50 왈로니아)       | 9         |
| 벨기에 (울트라탑 왈로니아 댄스)     | 2         |
| 캐나다 (캐나디안 핫 100)            | 1         |
| 체코 (IFPI)                         | 5         |
| 덴마크 (트랙리슨)                   | 2         |
| 핀란드 (수오멘 비랄리넨 리스타)     | 2         |
| 프랑스 (SNEP)                       | 8         |
| 독일 (미디어 컨트롤 AG)             | 1         |
| 헝가리 (라디오 탑 40)               | 2         |
| 아일랜드 (IRMA)                     |           |
| 이탈리아 (FIMI)                     | 13        |
| 일본 (재팬 핫 100)                  | 28        |
| 네덜란드 (네덜란드스 탑 40)         | 1         |
| 네덜란드 (싱글 톱 100)              | 3         |
| 네덜란드 (메가 탑 50)               | 1         |
| 뉴질랜드 (레코드 뮤직 NZ)           | 3         |
| 노르웨이 (VG-리스타)                | 1         |
| 폴란드 (폴란드 에어플레이 탑 20)    | 3         |
| 폴란드 (댄스 탑 50)                 | 6         |
| 대한민국 (가온 차트)                | 2         |
| 스코틀랜드 (오피셜 차트 컴퍼니)     | 1         |
| 스페인 (푸로무시카에)               | 6         |
| 스웨덴 (스베리예토프리스탄)         | 1         |
| 스위스 (슈바이처 히트파라데)        | 3         |
| 영국 싱글 차트 (오피셜 차트 컴퍼니) | 1         |
| 영국 디지털 (오피셜 차트 컴퍼니)    | 1         |
| 영국 알앤비 (오피셜 차트 컴퍼니)    | 1         |
| 미국 빌보드 핫 100                  | 1         |
| 미국 팝 송 (빌보드)                 | 1         |
| 미국 핫 랩 송 (빌보드)              | 1         |
| 미국 핫 댄스 클럽 송 (빌보드)       | 1         |
| 미국 어덜트 탑 40 (빌보드)          | 25        |

| 국가                                                                                         | 인증        | 판매량/출하량 |
| -------------------------------------------------------------------------------------------- | ----------- | ------------- |
| 오스트레일리아 (ARIA)                                                                        | 2× 플래티넘 | 140,000^      |
| 캐나다 (뮤직 캐나다)                                                                         | 2× 플래티넘 | 160,000^      |
| 독일 (BVMI)                                                                                  | 골드        | 150,000^      |
| 뉴질랜드 (RMNZ)                                                                              | 플래티넘    | 15,000*       |
| 스웨덴 (GLF)                                                                                 | 플래티넘    | 40,000        |
| 스위스 (IFPI 스위스)                                                                         | 골드        | 15,000^       |
| 영국 (BPI)                                                                                   | 실버        | 200,000       |
| 미국 (RIAA)                                                                                  | 2× 플래티넘 | 2,000,000     |
| *판매량을 기반으로 한 인증 · ^출하량을 기반으로 한 인증 · 판매량+스트리밍을 기반으로 한 인증 |             |               |

## 발매 일자
| 국가           | 날짜             | 포맷                   | 레이블(s)                         |
| -------------- | ---------------- | ---------------------- | --------------------------------- |
| 미국           | 2013년 10월 7일  | 디지털 다운로드        | Polo Grounds, RCA 레코드, Mr. 305 |
| 미국           | 2013년 10월 15일 | 컨템포러리 히트 라디오 | Polo Grounds, RCA 레코드, Mr. 305 |
| 이탈리아       | 2013년 10월 7일  | 디지털 다운로드        | Polo Grounds, RCA 레코드, Mr. 305 |
| 이탈리아       | 2013년 10월 11일 | 컨템포러리 히트 라디오 | Polo Grounds, RCA 레코드, Mr. 305 |
| 독일           | 2013년 10월 7일  | 디지털 다운로드        | Polo Grounds, RCA 레코드, Mr. 305 |
| 스페인         | 2013년 10월 7일  | 디지털 다운로드        | Polo Grounds, RCA 레코드, Mr. 305 |
| 캐나다         | 2013년 10월 7일  | 디지털 다운로드        | Polo Grounds, RCA 레코드, Mr. 305 |
| 프랑스         | 2013년 10월 7일  | 디지털 다운로드        | Polo Grounds, RCA 레코드, Mr. 305 |
| 오스트레일리아 | 2013년 10월 7일  | 디지털 다운로드        | Polo Grounds, RCA 레코드, Mr. 305 |
| 독일           | 2013년 10월 15일 | CD 싱글                | Polo Grounds, RCA 레코드, Mr. 305 |
| 영국           | 2013년 12월 29일 | 디지털 다운로드        | Polo Grounds, RCA 레코드, Mr. 305 |